# باربارا بین
باربارا بین (انگلیسی: Barbara Bain؛ زادهٔ ۱۳ سپتامبر ۱۹۳۱) هنرپیشه اهل آمریکا است.
از فیلم‌ها یا مجموعه‌های تلویزیونی که وی در آن‌ها نقش داشته است می‌توان به مأموریت: غیرممکن، وحشت و حیوانات اشاره نمود.
وی همچنین برنده جوایزی همچون جایزه امی شده است.